# (473053) 2015 HG86
(473053) 2015 HG86 es un asteroide perteneciente al cinturón de asteroides, descubierto el 9 de octubre de 2012 por el equipo del Mount Lemmon Survey desde el Observatorio del Monte Lemmon, Arizona, Estados Unidos.

## Designación y nombre
Designado provisionalmente como 2015 HG86.

## Características orbitales
2015 HG86 está situado a una distancia media del Sol de 3,059 ua, pudiendo alejarse hasta 3,257 ua y acercarse hasta 2,862 ua. Su excentricidad es 0,064 y la inclinación orbital 11,68 grados. Emplea 1955 días en completar una órbita alrededor del Sol.

## Características físicas
La magnitud absoluta de 2015 HG86 es 16,1.